# Bayeux Football Club
Le Bayeux Football Club couramment abrégé Bayeux FC est un club de football français basé à Bayeux et fondé en 1998. Le club a évolue en National 3 de 2017 à 2022 , il évolue en régional 1 pour sa saison 2022-2023

## Historique
Le Bayeux FC est fondé en 1998 à la suite de la fusion des trois clubs de la ville de Bayeux, l'Association Sportive bayeusaine (dît ASB), le SL Bayeux et de l'AS Rives d'Aure.
Après 11 saisons consécutives en DH, Bayeux obtient sa montée dans le tout nouveau championnat de National 3 au printemps 2017 grâce à la réforme des championnats. Les Bayeusains qui terminent 4e de DH Basse-Normandie obtiennent l'accession en N3 grâce à une victoire en barrage contre Grand-Quevilly (DH Normandie).
Malheureusement, Bayeux termine 13e et avant-dernier de National 3, lors de la saison 2017-2018 et redescend en Régional 1 à la suite de sa défaite lors de l'ultime journée, sur le terrain du FC Rouen. À la suite de la relégation administrative du club de Mondeville, le Bayeux FC est repêché et jouera la saison 2018 2019 en N3.
À l'intersaison Christophe Vingtrois et son adjoint Thierry Moreau quittent le club après 6 ans sur le banc bayeusain.
Désireux de donner une nouvelle orientation au club, la direction du club nomme un nouveau duo pour encadrer le groupe séniors : Romain Hengbart (ex entraîneur de Breteville-sur-Odon) et Philippe Fourrier (ex entraîneur du Football club flérien). Le groupe B sera dirigé par Matthias Legall.
En parallèle le club durant l'été 2018 reçoit par la Fédération Française de Foot le label Club ELITE récompensant notamment le travail réalisé par son école de Foot actuellement dirigé par Jeremy Lecouturier. À noter au sein du club la présence d'une section foot féminin mais aussi de foot loisir dirigé par André Russeau.

## Palmarès
- DH Basse-Normandie (1)
  - Champion : 2001
  - Vice-champion : 2000, 2015
- Coupe de Basse-Normandie (2)
  - Vainqueur : 1999, 2015
  - Finaliste : 2014
- Coupe de Normandie 2023 
  - Finaliste 2023

## Anciens joueurs
- Jean Lion (AS Bayeux)
- Christophe Point (1998-2002)
- Jean-François Péron (2000-2003)
- Ahmed Tangeaoui (2004-2005)
- Lahcer Mounadi

## Entraîneurs
| Nom                           | Période               |
| ----------------------------- | --------------------- |
| Christophe Point              | 1998-2002             |
| Vincent Laigneau              | 2002-2007             |
| Jean-Yves Salaün / Eric Fouda | 2008-2009             |
| Joel Germain                  | 2009-février 2012     |
| Christophe Vingtrois          | février 2012-mai 2018 |
| Romain Hengbart               | mai 2018-             |

## Bilan saison par saison
- 1998-1999 : 5e (DH)
- 1999-2000 : 2e (DH)
- 2000-2001 : 1er (DH)
- 2001-2002 : 4e (CFA2)
- 2002-2003 : 6e (CFA2)
- 2003-2004 : 10e (CFA2)
- 2004-2005 : 7e (CFA2)
- 2005-2006 : 16e (CFA2)
- 2006-2007 : 8e (DH)
- 2007-2008 : 12e (DH)
- 2008-2009 : 10e (DH)
- 2009-2010 : 6e (DH)
- 2010-2011 : 8e (DH)
- 2011-2012 : 5e (DH)
- 2012-2013 : 3e (DH)
- 2013-2014 : 10e (DH)
- 2014-2015 : 2e (DH)
- 2015-2016 : 5e (DH)
- 2016-2017 : 4e (DH)
- 2017-2018 : 13e (National 3)
- Le principal fait d'armes du Bayeux Football Club est l'élimination de Brest (National) 2 buts à 1, lors du 8e tour de la coupe de France 2000-2001. Le club atteint ainsi pour la première fois les 1/32è de finale de la coupe de France où il sera défait par le Vannes OC (CFA) 0-2.
- Meilleurs parcours :
- 1989-1990 : au 8e tour par Laval (D2) 1-2 ap ; obtenu par l'ancien club de l'ASB.
- 1999-2000 : au 8e tour par Pacy sur Eure (National) 1-3
- 2000-2001 : au 1/32è de finale par Vannes OC (CFA) 0-2
- 2002-2003 : au 8e tour par Changé (CFA) 3-1
- 2010-2011 : au 8e tour par Le Mans Football Club (L2) 2-3